# 查德·加拉格尔
查德·奥斯汀·加拉格尔（英語：Chad Austin Gallagher，1969年5月30日—），美国NBA联盟前职业篮球运动员。他在1991年的NBA选秀中第2轮第32顺位被菲尼克斯太阳选中。